# バンドフューズ ロックレジェンド
『バンドフューズ　ロックレジェンド』（BandFuse: Rock Legends）はハムスターから2013年12月19日に発売されたPlayStation  3用、Xbox 360用音楽ゲーム。このゲームは本物のギターやベースをゲーム機につないで遊ぶことを特徴としている。

## 概要
- 本物のギターやベースを専用のギターケーブルでPlayStation 3、Xbox 360につないで遊ぶ音楽ゲーム。
- 55曲収録されており全て洋楽である。
- 本作は、オリジナルのミュージックビデオが収録されているため、CEROによるレーティングが「D（17才以上対象）」に引き上げられている。
- 別売りのバンドパックを購入すると最大4人で遊ぶことができる。4人で遊ぶ時は、リードギター、リズムギター、ベース、ボーカルのパートにわかれる。
- 難易度を高く設定するとガイドの音が消える。そのため4人でプレイするとドラムやキーボードの音だけが流れてプレイできる。

## ゲームシステム
- クイックプレイモードでは収録されている55曲を自由にプレイできる。難易度は5段階。
- ツアーモードでは条件をクリアしていけば演奏できる曲が増えていく。
- SHRED Uでは各種練習モードが収録されていてギターの練習ができる。

## バンドパック
追加のケーブルなどが入ったバンドパックがソフトと同時発売された。
バンドパックに入っているのは、ギターケーブル（2本）、マイク（1個）、USBハブ（1個）。
これを使うことでリードギター、リズムギター、ベース、ボーカルの4人で遊ぶことができる。

## 収録曲
| 楽曲                           | ミュージシャン・バンド                 |
| ------------------------------ | -------------------------------------- |
| "You Oughta Know"              | アラニス・モリセット                   |
| "Move Along"                   | オール・アメリカン・リジェクツ         |
| "Infected"                     | バッド・レリジョン                     |
| "Rebel Yell"                   | ビリー・アイドル                       |
| "No Rain"                      | ブラインド・メロン                     |
| "All The Small Things"         | ブリンク182                            |
| "Godzilla"                     | ブルー・オイスター・カルト             |
| "Song 2"                       | ブラー                                 |
| "Rock Bandit"                  | ブーツィー・コリンズ                   |
| "Rock This Town"               | ブライアン・セッツァー                 |
| "Drain The Blood"              | ザ・ディスティラーズ                   |
| "Tears Don't Fall"             | ブレット・フォー・マイ・ヴァレンタイン |
| "I Want You To Want Me"        | チープ・トリック                       |
| "Are You Dead Yet"             | チルドレン・オブ・ボドム               |
| "Yellow"                       | コールドプレイ                         |
| "Pull Me Under"                | ドリーム・シアター                     |
| "Barely Breathing"             | ダンカン・シーク                       |
| "Epic"                         | フェイス・ノー・モア                   |
| "Sugar, We're Goin' Down"      | フォール・アウト・ボーイ               |
| "The Bleeding"                 | ファイヴ・フィンガー・デス・パンチ     |
| "Hot Blooded"                  | フォリナー                             |
| "Hell In a Bucket"             | グレイトフル・デッド                   |
| "Love Bites"                   | ヘイルストーム                         |
| "Barracuda"                    | ハート                                 |
| "Drive"                        | インキュバス                           |
| "Been Caught Stealing"         | ジェーンズ・アディクション             |
| "Breaking The Law"             | ジューダス・プリースト                 |
| "Carry On Wayward Son"         | カンサス                               |
| "Blue On Black"                | ケニー・ウェイン・シェパード           |
| "Cult of Personality"          | リヴィング・カラー                     |
| "Wicked Sensation"             | リンチ・モブ                           |
| "Harder To Breathe"            | マルーン5                              |
| "Hangar 18"                    | メガデス                               |
| "I Melt With You"              | モダン・イングリッシュ                 |
| "Float On"                     | モデスト・マウス                       |
| "Welcome to the Black Parade"  | マイ・ケミカル・ロマンス               |
| "Absolutely (Story of a Girl)" | ナイン・デイズ                         |
| "I'm Broken"                   | パンテラ                               |
| "Alive"                        | パール・ジャム                         |
| "Round and Round"              | ラット                                 |
| "Wires"                        | レッド・ファング                       |
| "Jessie's Girl"                | リック・スプリングフィールド           |
| "Limelight"                    | ラッシュ                               |
| "Black Magic Woman"            | サンタナ                               |
| "Devour"                       | シャインダウン                         |
| "Back From Cali"               | スラッシュ                             |
| "Bad Luck"                     | ソーシャル・ディストーション           |
| "The Crazy Ones"               | ステラ・リバイバル                     |
| "What I Got"                   | サブライム                             |
| "Souls of Black"               | テスタメント                           |
| "Should I Stay or Should I Go" | ザ・クラッシュ                         |
| "Here Comes Your Man"          | ピクシーズ                             |
| "Reptilia"                     | ザ・ストロークス                       |
| "Woman"                        | ウルフマザー                           |
| "Overlord"                     | ザック・ワイルド                       |